# 宮崎市立住吉中学校
宮崎市立住吉中学校（みやざきしりつすみよしちゅうがっこう）は、宮崎県宮崎市にある公立中学校。

## 沿革
- 1947年5月8日 - 住吉村立住吉中学校として開校。
- 1957年10月1日 - 宮崎市への編入に伴い宮崎市立住吉中学校に改称。

## 概要
- 生徒数586名
- 学級数18個（通常学級16、特別支援学級2）
- 職員数30名

（2025年4月1日現在）

## 通学区域
- 大字塩路
- 大字島之内

- 大字新名爪
- 大字広原

- 大字芳士
- 村角町の一部

## 進学前小学校
- 住吉小学校 通学区域
- 住吉南小学校 通学区域（一部を除く）

## 交通
- JR九州日豊本線日向住吉駅より南へ徒歩7分。

## 生徒会活動・部活動など

### 生徒会組織
- 生徒会執行部
- JRC委員会

- 学習委員会
- 生活委員会

- 美化委員会
- 給食委員会
- 総務委員会

- 保体委員会
- 図書委員会

## 著名な関係者
- 武田翔太 - プロ野球選手（福岡ソフトバンクホークス）